# Microregioni della Corsica

Carta delle microregioni, territoiri e comuni della Corsica.

Le microregioni della Corsica corrispondono alle aree geografiche in cui è usualmente divisa l'isola di Corsica. Esse hanno un'origine storica nei distretti creati dai Romani, oltreché nelle pievi e nelle diocesi. Spesso sono le catene montuose, il mare e i fiumi che hanno permesso di definire i confini naturali delle microregioni.

## Storia

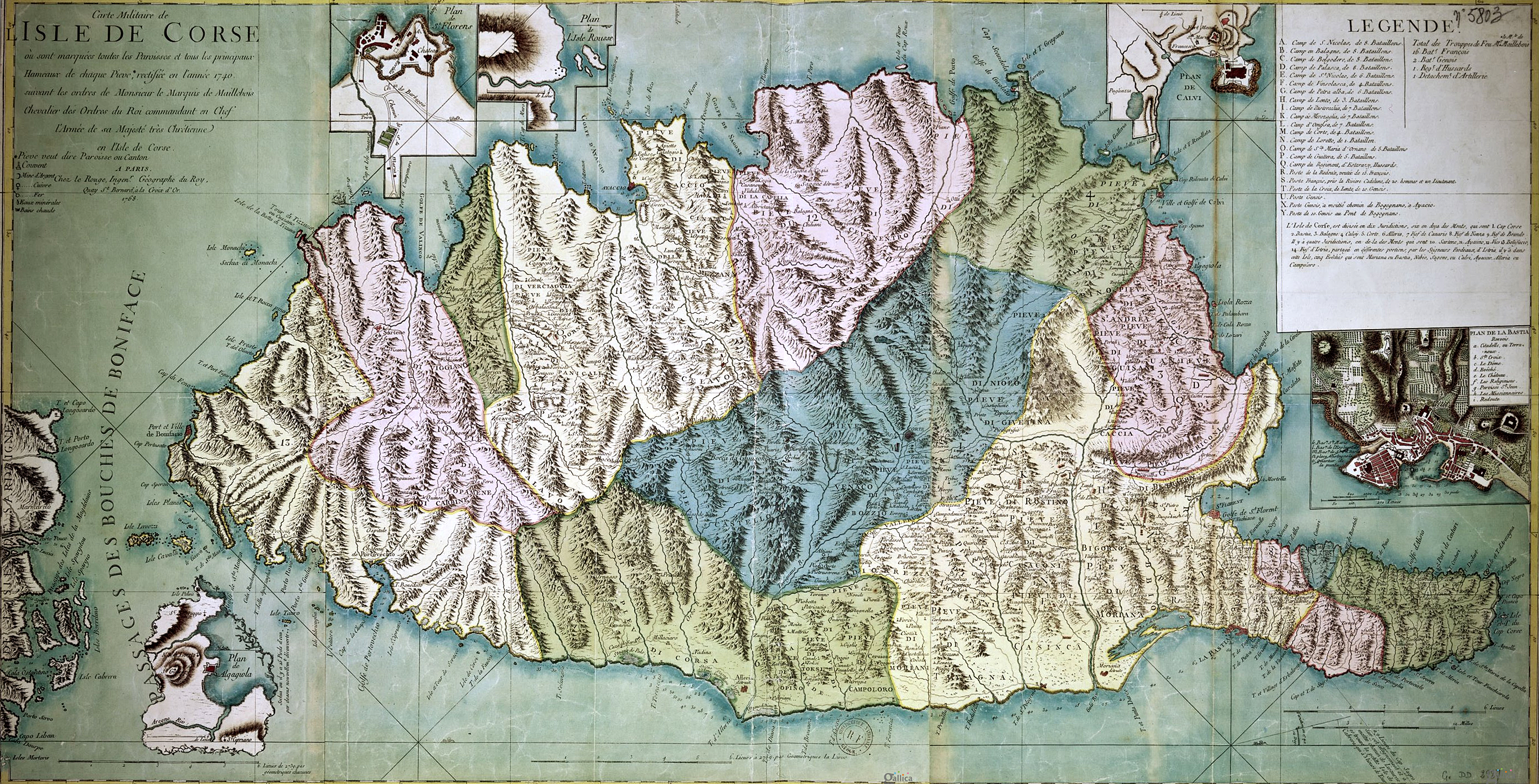
Carta militare della Corsica del 1768

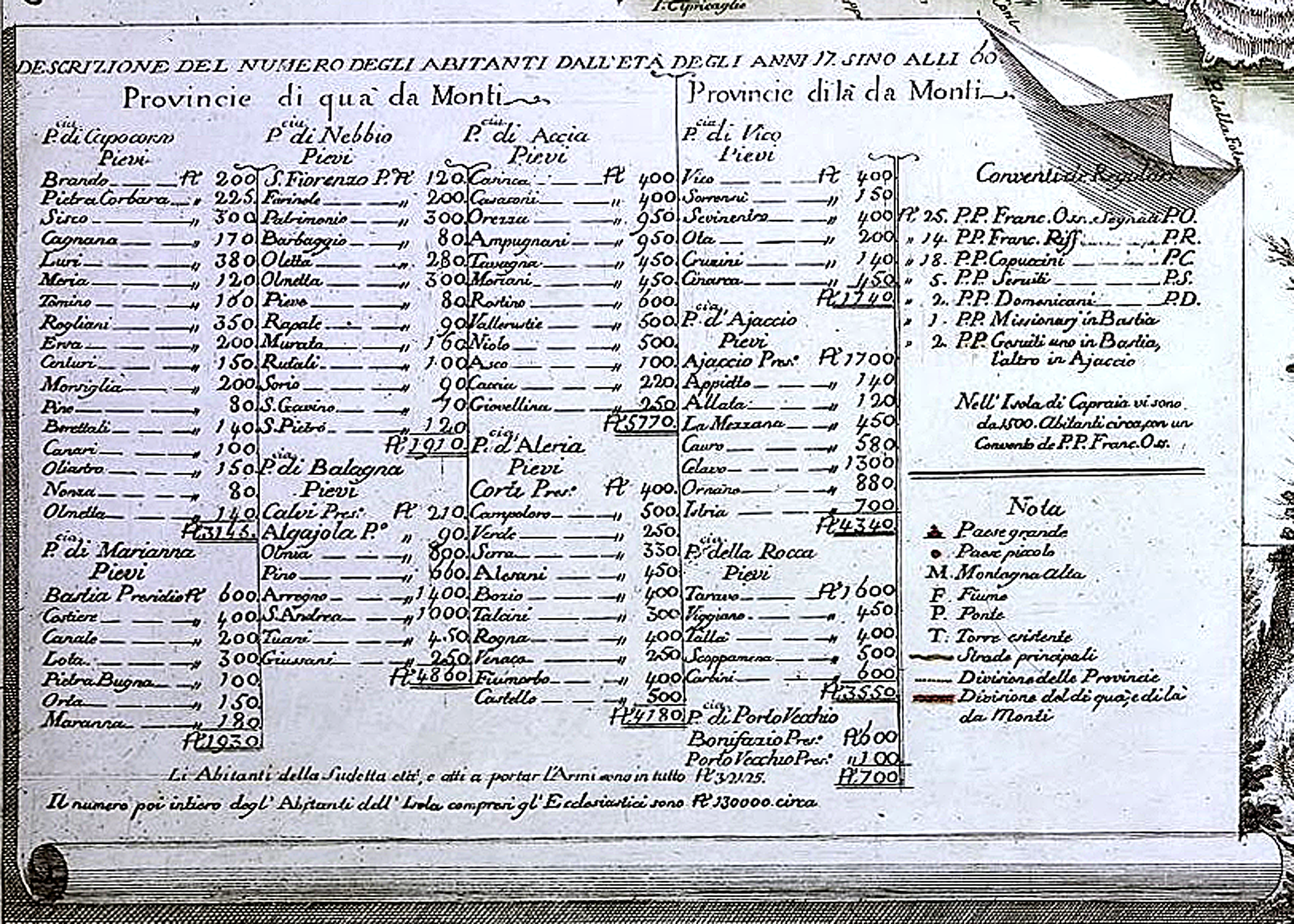
Province, pievi e popolazione nel 1760

A partire dal I secolo a.C. i Romani avevano creato distretti amministrativi per gestire parti dell'isola colonizzate. La più antica divisione amministrativa conosciuta è la pieve.
Con l'arrivo dei cristiani, vengono create le diocesi. Originariamente ciascuna diocesi formava solo una parrocchia il cui unico sacerdote era il vescovo. Nel terzo secolo, la diocesi è suddivisa in pievi, modellate ricalcando le pievi civili. Intorno all'anno 400 la Corsica contava circa quindici diocesi.
L'insieme delle strutture civili e religiose subisce modifiche a causa dello spopolamento causato principalmente dall'occupazione saracena nel IX secolo e dalle incessanti incursioni barbariche. Così la Corsica nel XV secolo ha 2 a 3 volte in meno vescovi e pievi rispetto al V secolo.
Nel XVI secolo la Corsica subirà nuove divisioni religiose e civili con i genovesi, poi di nuovo con l'arrivo dei francesi dalla metà del XVIII secolo.
Questa divisione rispetta la maggior parte delle volte il rilievo geografico dell'isola che è dotato di uno catena montuosa favorevole. Se i nomi dati loro cambiano spesso nel corso dei secoli, usiamo ancora i nomi di pieve localmente.
Ad eccezione della Castagniccia, che non è mai stata una provincia, giurisdizione o pieve, ma copre gran parte dell'antico vescovato di Accia, le microregioni odierne corrispondono spesso alle provincie genovesi o francesi del XVII secolo.
La divisione dell'isola è presentata in modo diverso secondo gli organismi: Parco naturale regionale della Corsica, uffici turistici, comunità di comuni, CREPAC, ecc.

## Elenco
L'elenco sotto, stabilito dai territori con i loro comuni, definisce vari settori dell'isola:

### Filosorma
- Galeria
- Manso

### Balagna
- Algajola
- Aregno
- Avapessa
- Belgodere
- Calenzana
- Calvi
- Cateri
- Corbara
- Costa

- Feliceto
- Isola Rossa
- Lavatoggio
- Lumio
- Moncale
- Montegrosso
- Monticello
- Muro
- Nessa

- Novella
- Occhiatana
- Palasca
- Pigna
- Sant'Antonino
- Santa Reparata di Balagna
- Speloncato
- Ville di Paraso
- Zilia

Canale
- Lama
- Pietralba
- Urtaca

### Caccia-Giussani
Giussani
- Mausoleo
- Olmi-Cappella
- Pioggiola
- Vallica

Caccia
- Asco
- Castifao
- Moltifao

### Nebbio
Compreso tra la Balagna a ovest e la Grande Bastia a est, il Nebbio corrisponde all'antica diocesi che aveva sede vescovile a San Fiorenzo.
- Barbaggio
- Farinole

- Patrimonio
- San Fiorenzo

Tuda
- Oletta
- Olmeta di Tuda
- Poggio d'Oletta
- Vallecalle

Bevinco
- Murato
- Pieve
- Rapale
- Rutali

Tenda
- San Gavino di Tenda
- Santo Pietro di Tenda
- Sorio

### Capo Corso
La penisola di Capo Corso, un'antica provincia ricca di storia, è la microregione a più a nord dell'isola.
- Barrettali
- Brando
- Cagnano
- Canari
- Centuri
- Ersa

- Luri
- Meria
- Morsiglia
- Nonza
- Ogliastro
- Olcani

- Olmeta di Capocorso
- Pietracorbara
- Pino
- Rogliano
- Sisco
- Tomino

### Bagnaja
La Bagnaja comprende la seconda città dell'isola, la città di Bastia si è sviluppata rapidamente dal secolo scorso, assorbendo le comunità circostanti per diventare un esteso agglomerato.
A nord, l'antica pieve di Lota e Pietrabugno, e a sud i comuni della piana della Marana fiancheggiati ad est del massiccio di Stella sono oggi i grandi paesi agglomerati a Bastia. In questo settore, è necessario aggiungere il territorio della vecchia pieve de Bigorno a sud del massiccio.
Lota
- San Martino di Lota
- Santa Maria di Lota
- Ville di Pietrabugno

Orto
- Bastia
- Biguglia
- Furiani

Marana
- Borgo
- Lucciana
- Vignale

Costera
- Bigorno
- Campitello
- Canavaggia
- Lento
- Scolca
- Volpajola

### Castagniccia
La Castagniccia è una microregione che si estende su tutto il massiccio del San Petrone. Come suggerisce il nome, è ricoperto da una notevole foresta di castagni.
Rostino
- Bisinchi
- Castello di Rostino
- Castineta
- Gavignano

- Morosaglia
- Saliceto
- Valle di Rostino

Casacconi
- Campile
- Crocicchia
- Monte
- Olmo

- Ortiporio
- Penta-Acquatella
- Prunelli di Casacconi

Ampugnani
- Casalta
- Casabianca
- Croce
- Ficaja
- Giocatojo
- La Porta
- Piano
- Poggio-Marinaccio

- Polveroso
- Pruno
- Quercitello
- San-Damiano
- San Gavino d'Ampugnani
- Scata
- Silvareccio

Casinca
- Castellare di Casinca
- Loreto di Casinca
- Penta di Casinca
- Porri

- Sorbo-Ocagnano
- Venzolasca
- Vescovato

Tavagna
- Pero-Casevecchie
- Poggio-Mezzana
- Taglio-Isolaccio

- Talasani
- Velone-Orneto

Moriani
- San Giovanni di Moriani
- San Nicolao
- Santa Lucia di Moriani

- Santa Maria Poggio
- Santa Reparata di Moriani

Orezza
- Campana
- Carcheto-Brustico
- Carpineto
- Monacia d'Orezza
- Nocario
- Parata
- Piazzole

- Pie d'Orezza
- Piedicroce
- Piedipartino
- Rapaggio
- Stazzona
- Valle d'Orezza
- Verdese

Alesani
- Felce
- Novale
- Ortale
- Perelli
- Piazzali

- Pietricaggio
- Piobetta
- Tarrano
- Valle d'Alesani

Campoloro
- Cervione
- San Giuliano
- Sant'Andrea di Cotone
- Valle di Campoloro

Verde
- Campi
- Canale di Verde
- Chiatra

- Linguizzetta
- Pietra di Verde
- Tox

Vallerustie
- Aiti
- Cambia
- Carticasi
- Erone

- Lano
- Rusio
- San Lorenzo

### Cortenese
Giovellina
- Castiglione
- Piedigriggio
- Popolasca
- Prato di Giovellina

Niolo
- Albertacce
- Calacuccia
- Casamaccioli
- Corscia
- Lozzi

Talcini
- Castirla
- Corte
- Omessa
- Santa Lucia di Mercurio
- Soveria
- Tralonca

Venaco
- Casanova
- Poggio di Venaco
- Riventosa
- Santo Pietro di Venaco
- Venaco

### Tavignano
Bozio
- Alando
- Alzi
- Bustanico
- Castellare di Mercurio

- Favalello
- Mazzola
- Sant'Andrea di Bozio
- Sermano

Rogna
- Altiani
- Antisanti
- Casevecchie
- Erbajolo
- Focicchia
- Giuncaggio
- Muracciole

- Noceta
- Pancheraccia
- Piedicorte di Gaggio
- Pietraserena
- Rospigliani
- Vivario

Serra
- Ampriani
- Moita
- Matra

- Pianello
- Zalana
- Zuani

Opino
- Aleria
- Tallone

### Fiumorbo
Castello
- Aghione
- Ghisonaccia
- Ghisoni
- Lugo di Nazza
- Pietroso
- Poggio di Nazza
- Vezzani

Cursa
- Isolaccio di Fiumorbo
- Prunelli di Fiumorbo
- San Gavino di Fiumorbo

Covasina
- Chisa
- Serra di Fiumorbo
- Solaro
- Ventiseri

### Estremo Sud
Bonifacio
- Bonifacio

Freto
- Figari
- Monacia d'Aullene
- Pianottoli-Caldarello
- Sotta

Porto Vecchio
- Conca
- Lecci
- Porto Vecchio
- Sari-Solenzara

### Rocca
Sartenese
- Belvedere-Campomoro
- Bilia
- Foce
- Giuncheto
- Granace
- Grossa
- Sartene

Viggiano
- Arbellara
- Fozzano
- Propriano
- Santa Maria Figaniella
- Viggianello

### Alta Rocca
Carbini
- Carbini
- Levie
- San Gavino di Carbini
- Zonza

Tallano
- Altagene
- Cargiaca
- Loreto di Tallano
- Mela
- Olmiccia
- Santa Lucia di Tallano
- Zoza

Scopamene
- Aullene
- Quenza
- Serra di Scopamene
- Sorbollano
- Zerubia

### Taravo
Istria
- Argiusta-Moriccio
- Casalabriva
- Moca-Croce
- Olivese
- Olmeto
- Petreto-Bicchisano
- Sollacaro

Talavo
- Ciamannacce
- Corrano
- Cozzano
- Guitera
- Palneca

- Sampolo
- Tasso
- Zevaco
- Zicavo

Ornano
- Albitreccia
- Azilone-Ampaza
- Cardo-Torgia
- Campo
- Cognocoli-Monticchi
- Coti-Chiavari

- Forciolo
- Frasseto
- Grosseto-Prugna
- Guargualé
- Pietrosella
- Pila-Canale

- Quasquara
- Santa Maria-Sichè
- Serra di Ferro
- Urbalacone
- Zigliara

### Prunelli
- Bastelica
- Bastelicaccia
- Cauro
- Eccica-Suarella
- Ocana
- Tolla

### Gravona
Mezzana
- Afa
- Ajaccio
- Alata
- Appietto
- Cuttoli-Corticchiato
- Peri
- Sarrola-Carcopino
- Tavaco
- Valle di Mezzana
- Villanova

Celavo
- Bocognano
- Carbuccia
- Tavera
- Ucciani
- Vero

### Liamone
Cinarca
- Ambiegna
- Arro
- Calcatoggio
- Cannelle

- Casaglione
- Lopigna
- Sant'Andrea d'Orcino
- Sari d'Orcino

Cruzini
- Azzana
- Pastricciola
- Rezza

- Rosazia
- Salice

Sorroingiù
- Arbori
- Balogna
- Coggia
- Letia

- Murzo
- Renno
- Vico

Sorroinsù
- Guagno
- Orto
- Poggiolo
- Soccia

### Due Sevi
Paomia
- Cargese

Salogna
- Piana

Sevidentro
- Cristinacce
- Evisa
- Marignana

Sia
- Osani
- Ota
- Partinello
- Serriera